# كوني ووكر
كوني ووكر (بالإنجليزية: Connie Walker)‏ هي عالمة فلك أمريكية، ولدت في 1957.